# ناحیه الیسان، شهرستان کلینتون، پنسیلوانیا
شهرستان الیسان، بخش کلینتون، پنسیلوانیا (به انگلیسی: Allison Township, Clinton County, Pennsylvania) یک منطقهٔ مسکونی در ایالات متحده آمریکا است که در پنسیلوانیا واقع شده‌است.

## خصوصیات
شهرستان الیسان ۵٫۲ کیلومترمربع مساحت و ۱۹۸ نفر جمعیت دارد.